# Myrmecaelurus pittawayi
Myrmecaelurus pittawayi är en insektsart som beskrevs av Hölzel 1983. Myrmecaelurus pittawayi ingår i släktet Myrmecaelurus och familjen myrlejonsländor. Inga underarter finns listade i Catalogue of Life.